# いいとも青年隊
『いいとも青年隊』（いいともせいねんたい）とは、フジテレビ系列で、1982年（昭和57年）10月4日から2014年（平成26年）3月31日まで、平日の12:00 - 13:00（JST）に生放送されていた、バラエティ番組『森田一義アワー 笑っていいとも!』及び『笑っていいとも!スペシャル』に総合司会の森田一義（タモリ）、各曜日レギュラー陣と共に生出演していたアシスタントのグループである。

## 概要
『森田一義アワー 笑っていいとも!』の番組生放送開始のオープニングにて番組テーマ曲である「ウキウキWATCHING」の歌とダンスを披露する。その後は、番組内の各コーナーのアシスタントなどを務める。初代いいとも青年隊から11代目青年隊のT3までの青年隊と、14代目のリン・ナオミは一部日替わりコーナーにおいて、アシスタントではなくレギュラーと同様に参加していたコーナーもあった。また、エンディングでは翌日のコーナーの告知も行う。
番組開始当初（1982年10月4日）から2000年2月までは、総合司会を務めている森田一義（タモリ）と共に番組テーマ曲「ウキウキWATCHING」をワンコーラス歌唱していた。
1995年10月2日から、トークコーナー『テレフォンショッキング』にて、お友達紹介の場所で導入されたパソコンを動かし、画面に翌日もしくは次週月曜日のお友達の著名人らの顔写真を表示させる作業、12代目青年隊「イワン&ジョン」からはテレフォンゲストが持ってきたポスターをセットの壁に張る作業も行っていた。
オープニングダンスの振り付けは、番組開始当初から2007年9月頃までは土居甫が担当していたが彼の死去後は土居に師事していた渡辺美津子、SMAPや嵐などの振り付けを手掛けるJUNが担当した。
5代目（チャイルズ）と14代目（リン・ナオミ）は女性のため、「いいとも少女隊」を名乗る。
時々、特別企画やいいとも青年隊の急用の為に、青年隊以外に出演者やゲストが代理を務めることがあった。

## 変遷
| 期間          | 期間           | グループ名                      | メンバー                                                    |
| ------------- | -------------- | ------------------------------- | ----------------------------------------------------------- |
| 1982年10月4日 | 1985年3月29日  | いいとも青年隊                  | 久保田篤（アツシ） 野々村真（マコト） 羽賀研二（ケンジ）    |
| 1985年4月1日  | 1985年9月27日  | 新いいとも青年隊                | 今村ねずみ（ねずみ） 伊藤彰（あきら） 森岡進（すすむ）      |
| 1985年9月30日 | 1986年3月28日  | いいともスタッフ隊              | 佐々木宗彦 清水淳司 山縣慎司 吉田正樹                       |
| 1986年3月31日 | 1987年10月2日  | 半熟隊                          | 神田利則（としのり） 相田康次（こうじ）                     |
| 1987年10月5日 | 1989年3月31日  | チャイルズ（いいとも少女隊）    | きりこ（磯野貴理子） りん（久留龍子） ゆうこ（茂原裕子）    |
| 1989年4月3日  | 1990年12月28日 | K・Chaps!                       | 井谷真 塩ノ谷和康 中上雅巳                                  |
| 1991年1月7日  | 1992年3月27日  | World Boys                      | 緒方光一 中川昌成                                           |
| 1992年3月30日 | 1994年9月30日  | 工藤兄弟                        | 工藤順一郎 工藤光一郎                                       |
| 1994年10月3日 | 1997年3月28日  | あさりど                        | 川本成 堀口文宏                                             |
| 1997年3月31日 | 2000年3月31日  | With T                          | 小笠原秀春 岸田健作                                         |
| 2000年4月3日  | 2003年3月28日  | T3                              | 小俣順一（コマ） 関根禎剛（サダ） 佐々木康雄（ヤスオ）      |
| 2003年3月31日 | 2006年3月31日  | イワン&ジョン                   | イワン・ソーンツェフ（イワン） ジョン・オコーナー（ジョン） |
| 2006年4月3日  | 2008年3月28日  | まこと&かずき                   | 植野堀まこと 村中かずき                                     |
| 2008年3月31日 | 2010年4月2日   | リン・ナオミ                    | 鈴木凛（リン） 渡辺直美（ナオミ）                           |
| 2010年4月5日  | 2011年9月30日  | いいともAD隊（クルット&ハリー） | クルット ハリー                                             |
| 2011年10月3日 | 2014年3月31日  | noon boyz                       | 真田佑馬（当時ジャニーズJr.） 野澤祐樹（当時ジャニーズJr.） |

- 鈴木福（2012年4月30日 - 2014年2月11日[注釈 8]） - 祝日や学校が休みの日に出演し、オープニングダンスを担当。Holidayレギュラー兼務。

## エピソード

### 初代・いいとも青年隊
- 野々村・羽賀はデビュー当初、劇男一世風靡分裂前の劇男零心会にも所属。
- 開始当初は歌わずにレコードの歌声に合わせて口パクするだけだったが、1983年に入ってからは生歌になった。同年途中までは冒頭で曲名・作詞・作曲のテロップも出されていた。また、1984年4月から2代目に交代するまでの1年間は「ウキウキWATCHING」の歌詞の途中一部分を2番のものに差し替えて歌うようになる。
- 1984年4月30日放送分のテレビ朝日『徹子の部屋』に出演[2]。
- 当時の曜日コーナーの中には3人が参加するコーナーもあった。
- 3人のうち1人が事情で欠席した際には、山本晋也・斎藤清六などの曜日レギュラーが代わりにオープニングで踊っていた。

ディスコグラフィー
- シングル「恋の爆弾ストリート」「だったらツイスト / ウキウキWATCHING」「哀愁サマーステーション」
- アルバム『いいとも気分』

テレビドラマ
- 月曜ドラマランド「いいとも青年隊のキャンパスクロッキー」（1984年6月11日）

### 2代目・新いいとも青年隊
- この代から4代目の半熟隊まで「ウキウキWATCHING」のレコード盤に収録されていない、オリジナルの歌詞で歌うようになる。ただしこの間、1番の歌詞のラストが番組最後の提供クレジット部分で聞けた。
- 作文重視（今村の「い」、伊藤の「いと」、森岡の「も」）で3人が選出された。

### 3代目・いいともスタッフ隊
- いいとも!スタッフの以上4人の中から、毎日3人が交代で出演していた。

### 4代目・半熟隊
- 初の2人編成である。
- ユニット名は番組内で公募し、1986年4月14日のオープニングで「半熟隊」に決定した（決定までオープニングでは暫定的に「としのり こうじ」と個人名しか表記されていなかった）。
- 神田利則は15歳3ヶ月での就任で、歴代の青年隊のデビュー年齢における最年少記録（Holidayレギュラーであった鈴木福を除く）であった。
- 在任中にはニッポン放送のラジオ番組『浅倉南のタッチ・イン・ラブ』（同キャラクターの声優だった日髙のり子がパーソナリティ）にて半熟隊としてレギュラー出演していた。

### 5代目・チャイルズ（いいとも少女隊）
- オープニングで歌う「ウキウキWATCHING」の歌詞が2番（一部歌詞異なる）の歌詞で歌われた。
- 在任期間中の1988年10月から1989年1月までは、昭和天皇の病状悪化および崩御に伴い、オープニングの「ウキウキWACHING」の歌唱を自粛し、別のインストゥルメンタル曲が流れて始まっていた。

### 6代目・K・Chaps!
- 一般公募により選出され、放送中にメンバー発表された。応募総数は1701名。
- アミューズに所属[3]。
- CDリリースやライブツアーも行うなど幅広く活躍した。後に「K・Chaps!」というグループ名を発表した。ただし、放送上での名義は最後まで「いいとも青年隊」のままであった。
- オープニングで歌う「ウキウキWATCHING」の歌詞が、初代いいとも青年隊以来すべて1番に戻された。

ディスコグラフィー
- シングル「世界で一番〜LIKE A MOON」「君にKissしたい」「BYE BYE BABY」「○・×（マルバツ）」「約束のカウント・ダウン」
- アルバム『どきどき』

### 7代目・World Boys
- 当時吉本興業所属の漫才師。実際に番組内で漫才を披露した事もある。
- 1990年に開催された大阪万博「国際花と緑の博覧会」でのSFXミュージカル「シンクロニシティ」に出演したことがきっかけで、いいとも青年隊に抜擢される。

### 8代目「工藤兄弟」
- 「ウキウキWATCHING」の最後タモリと歌う共通部分をコーラスで歌っていた。
- 在任中にオープニングのダンスが変更され、以降13代目まこと＆かずきまで在任中数回変更されていた。（イワン＆ジョンを除く）

### 9代目・あさりど
- 欽ちゃん劇団に所属。
- 「ウキウキWATCHING」でタモリだけが歌う部分だった歌詞を、青年隊も歌うようになった。
- 在任中の1996年途中より、青年隊が歌う時のマイクが、ハンドマイクからヘッドセットマイクに変更された。

### 10代目・With T
- 3年間、771回出演という在任回数記録を更新した。
- 「ユンケル黄帝液シリーズ」（佐藤製薬）のテレビCMでタモリと共演した。
- 一部いいともコーナーにおいて、アシスタントではなくレギュラー同様、コーナーに参加していた時期がある。特に岸田はタモリや曜日レギュラーから頻繁にいじられる役回りだった。
- 2000年3月1日からタモリがオープニング時に歌わなくなったために、「How do you do?」以降の歌詞が歌われることがなくなった。同日以降は普通にオープニングで踊っていたがタモリ登場（「How do you do?」の部分）から踊らずそのままレギュラー陣が登場した。なお、With T卒業までの1ヶ月間はタモリが登場する直前までアルタ前の映像を長めに映し、With Tは曜日レギュラーの最後に紹介される形式だった。

### 11代目・T3
- 6代目のK・Chaps!以来の3人編成であり、グループ名は「タモリと3人組」の略であるらしい。
- オープニングでの歌声は生歌から事前収録のものとなり、その歌声に合わせて踊る形式に変更された。
- 一部いいともコーナーにおいて、アシスタントではなくレギュラー同様、コーナーに参加していた時期がある。
- メンバーに名札が付けられるようになった。

### 12代目・イワン&ジョン
- 初めて外国人を起用（ロシア・モスクワ出身のイワンと、アメリカ・サウスカロライナ出身のジョン）。日本国外からのゲスト出演時には通訳を行ったり、番組コーナーで掛け合い漫才を披露したりした。
- 2006年7月、イワンが大麻取締法違反の現行犯で逮捕された[4]。

### 13代目・まこと&かずき
- 6代目以来の一般公募での選出。金曜日レギュラーの関根勤が推薦したグループである。
- 在任期間中に振付を担当していた土居甫が死去、伴って振付師が渡辺美津子に変更となった。

### 14代目・リン・ナオミ（新いいとも少女隊）
- 5代目「チャイルズ」以来、約20年ぶりの女性青年隊であった。
- 就任当初はオープニングにて事前収録の歌声に合わせて歌っていたが、直後にヘッドセットマイクを用いて歌いながら踊る形式に変更された。
- また、女性が歌いやすいようにキーを高めに設定された。(歴代オープニングより遥かに高い)

### 15代目・クルット&ハリー（いいともAD隊）
- 共にいいともAD歴1年の男性AD。いいとも!スタッフによる青年隊は、3代目「いいともスタッフ隊」以来約24年ぶり。
- 14代目いいとも少女隊に引き続き、オープニングは歌いながら踊る形式であった。
- 衣装はクルットは黄色、ハリーは緑色のパーカーやポロシャツ。
- 2010年4月8日放送でニックネームが決定。得意なAD業務がそれぞれドンデン回し（クルット）とパネル作成（ハリー）ということから、セットの大型パネルを回転とパネルの張り替えを披露。出演者の中から山口智充のアイデアが採用された。
- FNS27時間テレビ2011では地上デジタル移行をこめて、ナイティナインの岡村とウキウキwatchingならぬ、地デジ化watchingとして、タモリと一緒に歌った。
- オープニングのキーが原曲に戻された。
- 通常はディレクターが前説を行った後、放送開始直前に青年隊を呼び出して本番開始という流れだったが、AD隊の期間は二人が前説も担当しそのまま本番が開始していた。

### 16代目（最終代）・noon boyz
- 共にジャニーズ事務所所属であり、ジャニーズJr.から選出された。
- 9代目「あさりど」以来17年ぶりに、10月改編で就任した青年隊であった。
- 1ヶ月毎にオープニングダンスが変更されていた。また、振り付けに関してSMAPや嵐などの振り付けを手掛けるJUNが担当に加わった。番組最末期はオープニングで行う日替わりコーナーのセットが既にセッティングされた状態で開始していたため、それを活かした振り付けや出演者登場の演出もあった。
- 就任と同時に番組テーマ曲「ウキウキWATCHING」のアレンジがリニューアルされた（編曲：小西康陽）が、後に元のアレンジに戻された。
- 13代目「まこと&かずき」以来、オープニングでの歌声が再び事前収録のものとなった。ただし、一部回では生歌の時もあり、8000・最終回ではタモリの歌唱も復活した。[注釈 9]